# Jinan
Jinan (kinesisk skrift: 濟南, pinyin: Jǐnán, også kendt under stavemåden Tsinan) er en kinesisk storby ved floden Huang He. Den er en subprovinsiel by, og hovedstad i provinsen Shandong i det østlige Kina . Den har et areal på 8,177 km2, og en befolkning på 	6.036.500 mennesker 
med et tæthed på 	738,2 indb./km2 (2009). 
Arkæologiske fund viser at byens historie går tilbage til første del af Shang-dynastiet.

## Kulturminder
En del af den store Qi-muren står tilbage i bevaringsværdig tilstand, og er opført på Folkerepublikken Kinas liste over kulturminder. Det gør ligeledes den gamle buddhistiske Simenpagoden, det buddhistiske Lingyantemplet og Slægten Guos grave og offerskrin af sten på Xiaotangshan-højden.

## Bynavnet
Navnet går tilbage til før Han-dynastiets tid. Under de stridende staters tid residerede kongerne af Wei, blandt dem Cao Cao, her. 
Jinan betyder «byen syd for floden Ji». Ji (济 eller 済) var flodnavnet, og Nan (南) betyder syd. Floden Ji var en af det klassiske Kinas fire største floder (de andre er den Gule Flod (Huang He), Yangzi og Huai). Ji eksisterer ikke længere, eftersom den Gule Flod efter sin sidste kursændring har overtaget dens løb fra Henan og ud til havet. Selv om navnet Ji dermed viser til situationen før 1855, bevares flodnavnet i stednavne som Jinan, Jiyang og Jiyuan.

## Administrative enheder
Jinan består af seks bydistrikter, tre amter og et byamt:
- Bydistriktet Shizhong (市中区), 280 km², 540.000 innb.;
- Bydistriktet Lixia (历下区), 101 km², 580.000 innb.;
- Bydistriktet Huaiyin (槐荫区), 151 km², 350.000 innb.;
- Bydistriktet Tianqiao (天桥区), 249 km², 490.000 innb.;
- Bydistriktet Licheng (历城区), 1.298 km², 860.000 innb.;
- Bydistriktet Changqing (长清区), 1.178 km², 530.000 innb.;
- Amtet Pingyin (平阴县), 827 km², 360.000 innb.;
- Amtet Jiyang (济阳县), 1.075 km², 530.000 innb.;
- Amtet Shanghe (商河县), 1.163 km², 590.000 innb.;
- Byamtet Zhangqiu (章丘市), 1.855 km², 990.000 innb.

## Trafik

### Jernbaner
Byen Jinan er stoppested på jernbanelinen Jinghubanen som løber fra Beijing til Shanghai via blandt andet Tianjin, Xuzhou, Nanjing og Suzhou.
Qingdao-Taiyuan højhastighedstog standser her på sin vej fra Qingdao til Taiyuan.

### Veje
Kinas rigsvej 104 løber gennem området. Den begynder i Beijing, løber mod syd via Dezhou til Jinan, Xuzhou, Nanjing, Hangzhou, Wenzhou og ender i Fuzhou.
Kinas rigsvej 220 løber gennem området. Den går fra Binzhou i Shandong til Zhengzhou i Henan.
Kinas rigsvej 308 løber gennem området. Den begynder i Qingdao i Shandong og fører via Jinan til Shijiazhuang i Hebei.

## Myndigheder
Den lokale leder i Kinas kommunistiske parti er Sun Licheng. Borgmester er Sun Shutao, pr. 2021.

## Venskabsbyer
- Wakayama, Japan (14. januar 1983)
- Coventry, Storbritannien (3. oktober 1983)
- Yamaguchi, Japan (20. september 1985)
- Sacramento, Californien, USA (29. maj 1985)
- Regina, Canada (10. august 1987)
- Port Moresby, Papua Ny Guinea (28. september 1988)
- Suwon, Sydkorea (27. oktober 1993)
- Nizhny Novgorod, Rusland (25. september 1994)
- Vanda, Finland (27. august 2001)
- Joondalup, Australien (4. september 2004)
- Augsburg, Tyskland (10. oktober 2004)